# ゾーラ・プレドーザ
ゾーラ・プレドーザ（伊: Zola Predosa）は、イタリア共和国エミリア＝ロマーニャ州ボローニャ県にある、人口約19,000人の基礎自治体（コムーネ）。

## 地理

### 位置・広がり

#### 隣接コムーネ
隣接するコムーネは以下の通り。
- アンツォーラ・デッレミーリア
- ボローニャ
- カザレッキオ・ディ・レーノ
- モンテ・サン・ピエトロ
- サッソ・マルコーニ
- バルサモッジャ

### 気候分類・地震分類
ゾーラ・プレドーザにおけるイタリアの気候分類 (it) および度日は、zona E, 2408 GGである。
また、イタリアの地震リスク階級 (it) では、zona 3 (sismicità bassa) に分類される。

## 行政

### 分離集落
ゾーラ・プレドーザには以下の分離集落（フラツィオーネ）がある。
- Gessi, Gesso, Lavino, Madonna dei Prati di Tomba, Ponte Ronca, Riale, Rivabella, Tombe

## 姉妹都市
- Timrå、スウェーデン